# Wolframslinde
Als eine der ältesten Linden Deutschlands gilt die Wolframslinde in Ried am Haidstein bei Bad Kötzting im Bayerischen Wald. Der Legende nach soll sie über 1000 Jahre alt sein. Wahrscheinlicher ist ein Alter von bis zu 800 Jahren.

## Geschichte
Die Sommerlinde (Tilia platyphyllos) hat einen Stammumfang von 12,21 Metern und eine Höhe von 13 Metern. Die Hauptkrone des Baumes wurde 1950 von Stürmen schwer beschädigt. Im Jahr 1967 wurde die Linde von dem „Baumchirurgen“ Michael Maurer behandelt und abgestützt, wodurch die bizarre und knorrige Linde für die Zukunft erhalten werden sollte. Dabei wurden Maßnahmen durchgeführt, die heute nicht mehr dem Stand des Wissens entsprechen. So wurde das morsche Stammholz bis ans gesunde Holz abgedexelt, wodurch – wie man heute weiß – der Befall mit Baumpilzen gefördert wird. Obwohl die Linde seit Jahrhunderten hohl ist und praktisch nur noch auf ihrer Rinde steht, ergrünt und erblüht sie alle Jahre wieder aufs Neue.
Seinen Namen erhielt der Baum erst in der Neuzeit nach dem mittelalterlichen Epiker Wolfram von Eschenbach, der um 1200 in seinem Parzival die nahe Burg am Haidstein als Aufenthaltsort einer geheimnisvollen Markgräfin nennt (Adela von Vohburg?).

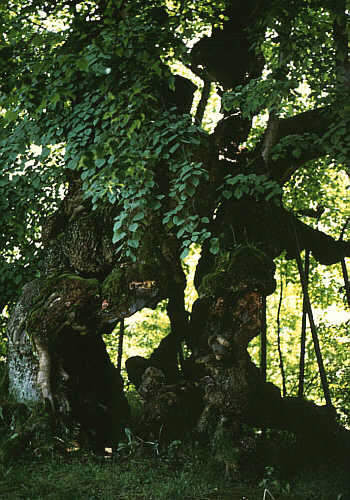
Wolframslinde 2004
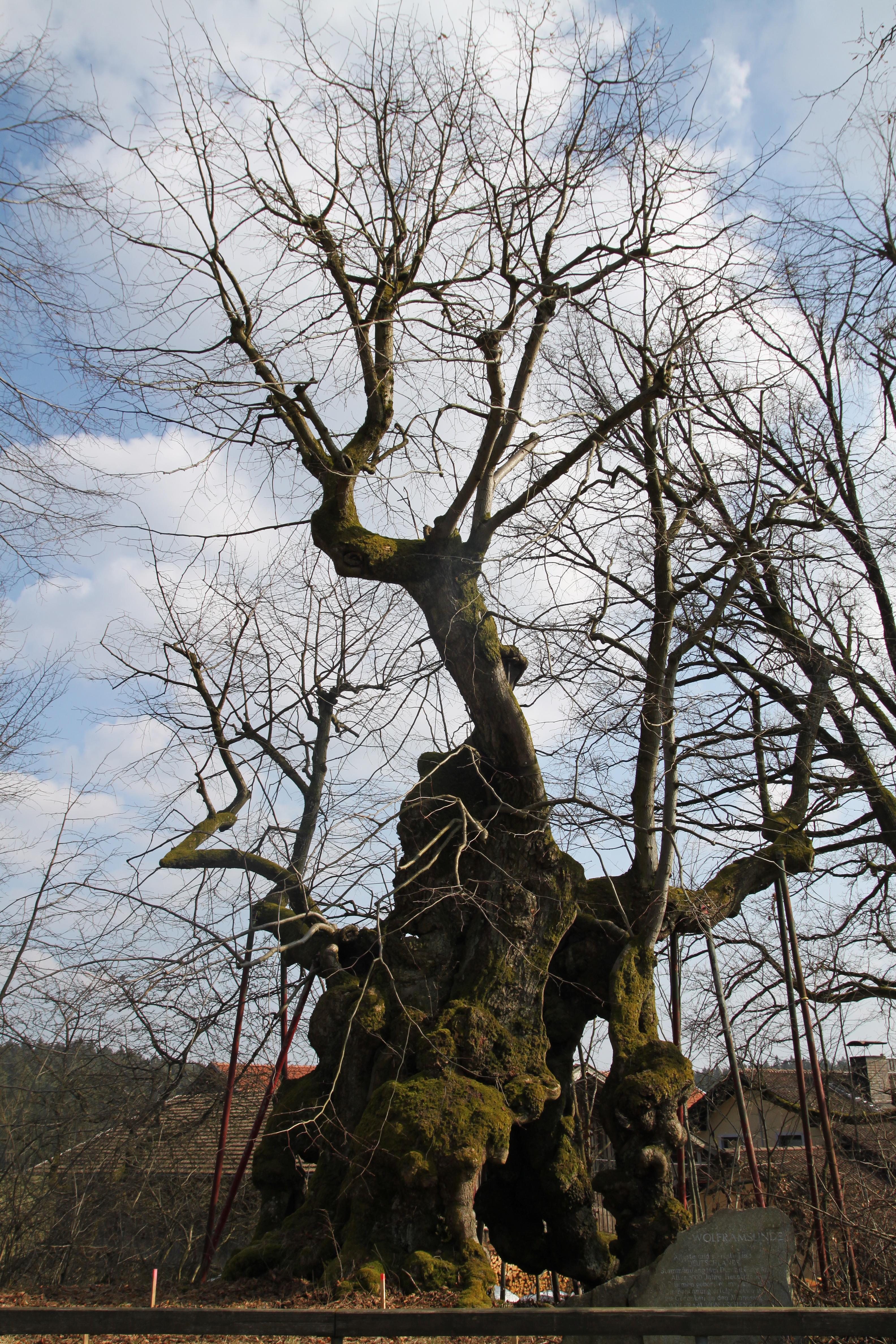
Wolframslinde 2015
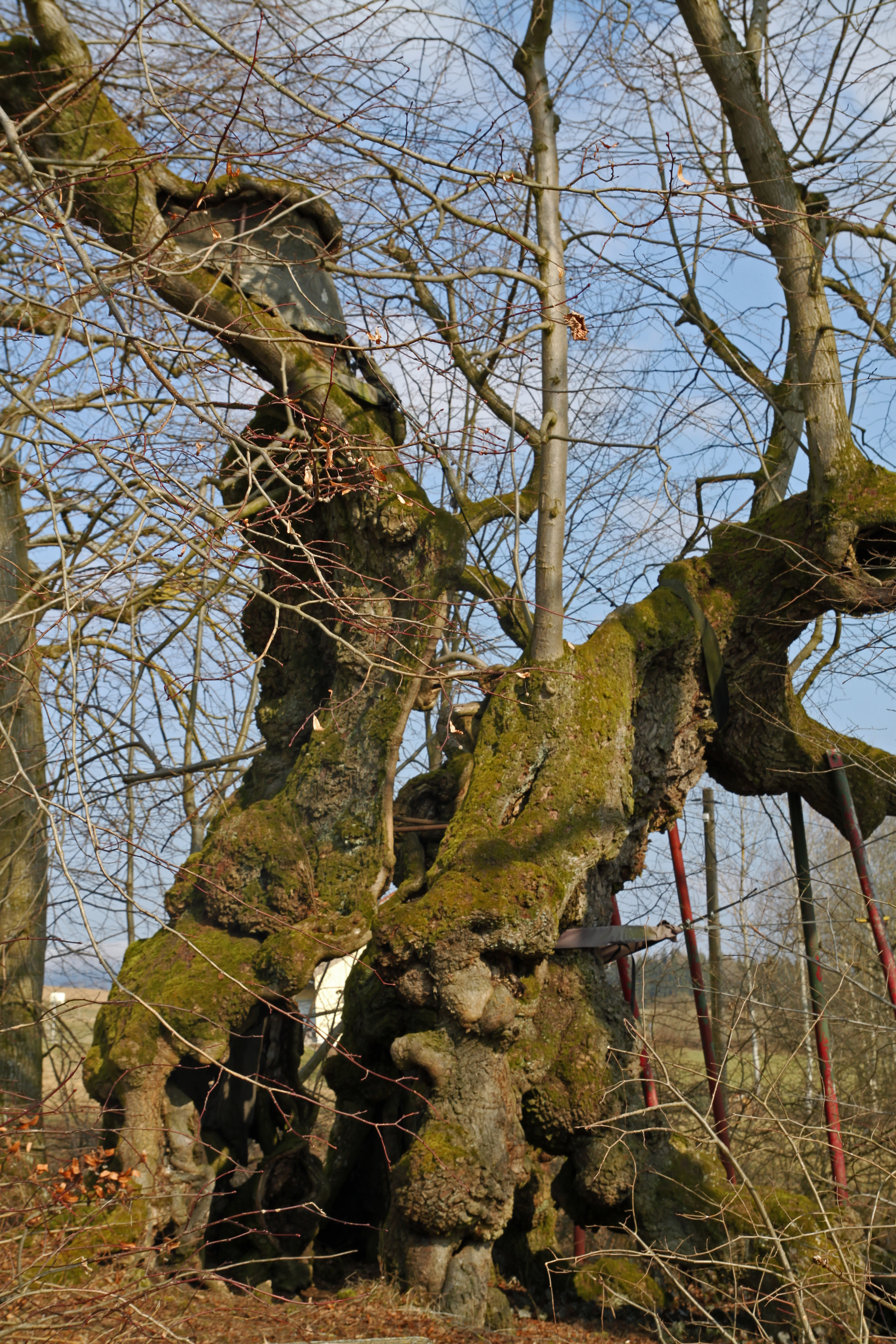
Wolframslinde Stammansicht
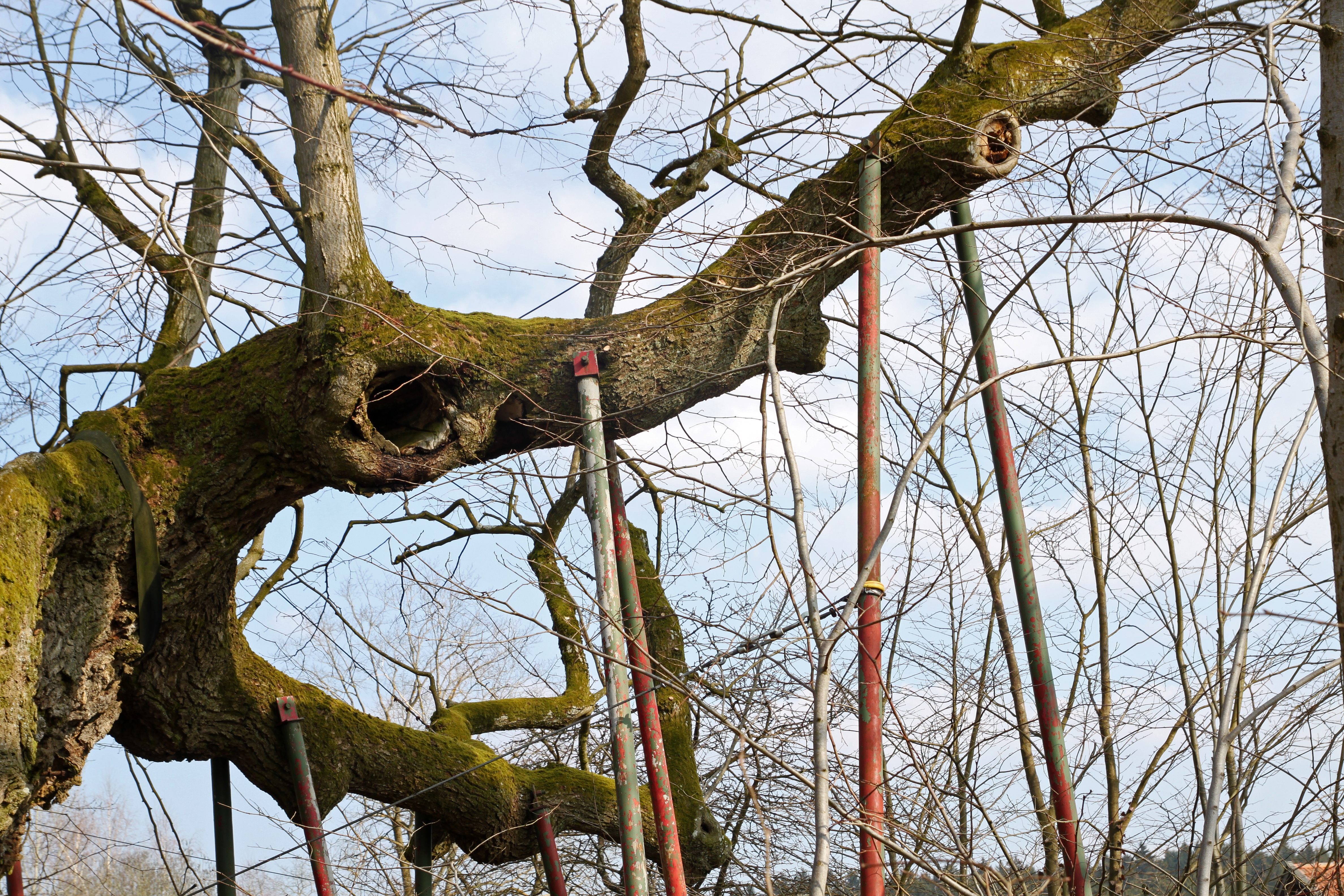
Wolframslinde Stützen
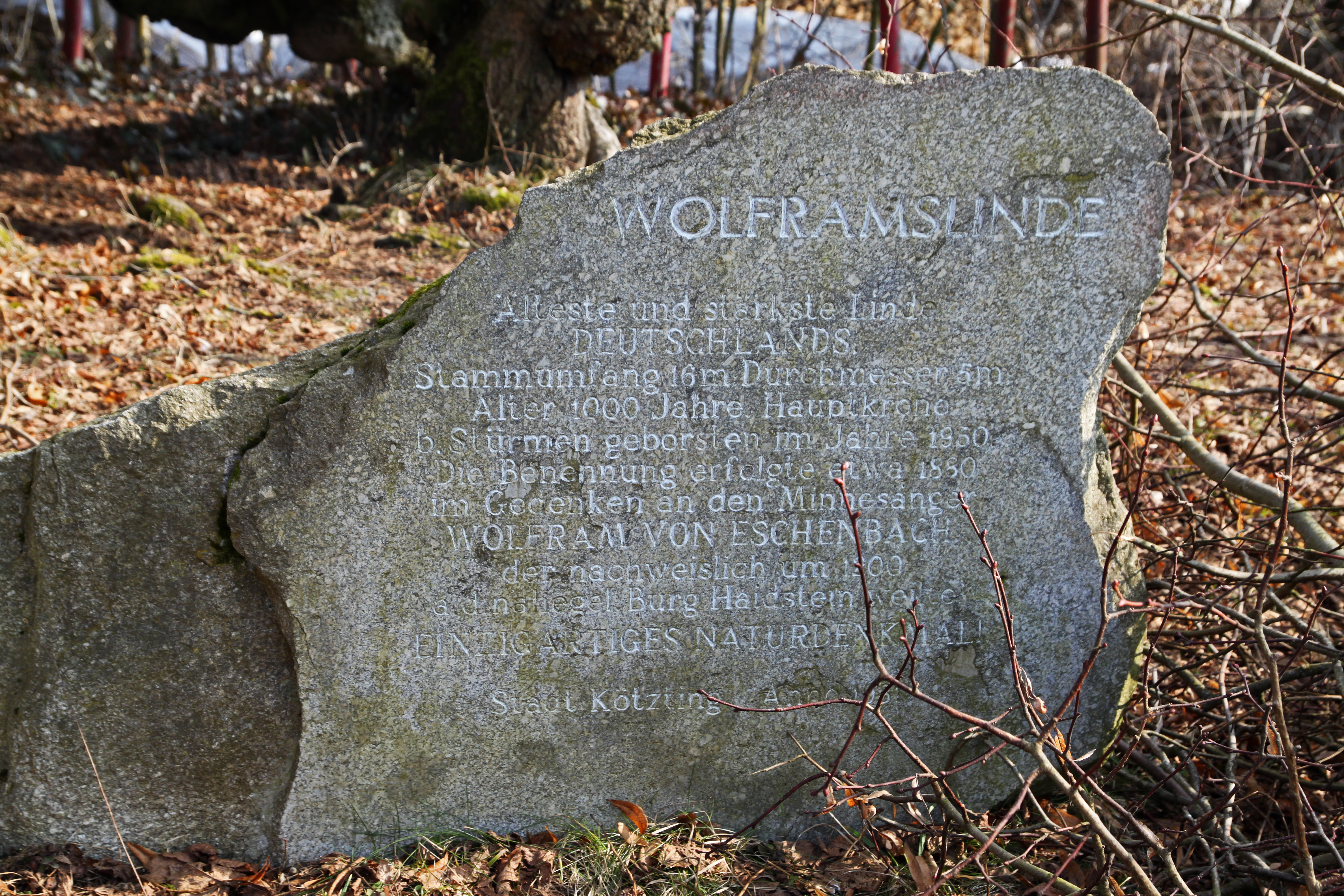
Wolframslinde Gedenkstein